# Ngô Mân
Ngô Mân (fl. IX secolo) governatore di Annam (l'attuale Viet Nam) ed era il padre del futuro generale e imperatore Ngô Quyền.
Le notizie riguardo a questo personaggio sono molto scarse, ma sappiamo che la sua figura favorì notevolmente la carriera di suo figlio. Quindi, con una similitudine con la Repubblica di Roma e come Gaio Mario, Ngô Mân rappresentò nel Viet Nam l'ascesa di un homo novus.